# Indien i olympiska vinterspelen 2014
Vid olympiska vinterspelen 2014  i Sotji, Ryssland, deltog tre idrottare från Indien som oberoende olympiska deltagare. De indiska idrottarna fick tillåtelse att tävla med oberoende nationalitet eftersom nationen Indiens nationella olympiska kommitté inte underkastade sig IOK:s röstningsregler.
 Men den 11 februari 2014 upphävde IOK beslutet, och tillät de två deltagare som fortfarande inte blivit utslagna att tävla under indisk flagg.
De tre deltagarna är:
- Himanshu Thakur –  Alpin skidåkning (storslalom)
- Nadeem Iqbal – Längdskidåkning (15 km klassisk stil)
- Shiva Keshavan – Rodel (herrarnas singel)

### Fotnoter
1. ↑  ”Shiva Kesavan hopes India's suspension lifted before Sochi Olympics”. Canadian Broadcasting Corporation. Associated Press. 18 december 2013. Arkiverad från originalet den 29 januari 2014. https://web.archive.org/web/20140129111156/http://olympics.cbc.ca/news/article/shiva-kesavan-hopes-india-suspension-lifted-before-sochi-olympics-30984.html. Läst 31 januari 2014.
2. ↑  ”Three Indians to take part in Sochi Winter Games”. The Times of India. 10 januari 2014. http://timesofindia.indiatimes.com/sports/tournaments/2014-sochi-winter-olympics/Three-Indians-to-take-part-in-Sochi-Winter-Games/articleshow/28596848.cms. Läst 10 januari 2014.
3. ↑  ”International Olympic Committee reinstates India at Sochi after ban - CNN.com”. Edition.cnn.com. 11 februari 2014. http://edition.cnn.com/2014/02/11/world/asia/sochi-olympics-india-reinstated/index.html?hpt=hp_t2. Läst 11 februari 2014.